# غوستافو برموديز
غوستافو آرييل بيرموديز ريكياردي (بالإسبانية: Gustavo Bermúdez)‏ ممثل أرجنتيني (مواليد 21 يوليو 1964 في روزاريو ، الأرجنتين) .

## الحياة الشخصية
غوستافو برموديز هو ابن مانويل بيرموديز وإيزابيل ريكياردي. لديه أخ يكبره بثلاث سنوات اسمه غابرييال. درس غوستافو في Colegio La Salle.
التقى غوستافو برموديز وأندريا غونزاليس في عام 1983 عندما كان يبلغ من العمر 19 عامًا وكانت تبلغ من العمر 18 عامًا. في عام 1989 ، تزوج غوستافو بيرموديز من أندريا غونزاليس ، وهي معلمة. انفصل الزوجان في عام 2011. في 25 سبتمبر 1991 ، ولدت الطفلة الأولى ، وهي فتاة ، أطلقوا عليها اسم Camila Bermúdez González. في 21 أكتوبر 2000 ، ولدت الطفلة الثانية للزوجين ، وهي فتاة ، أطلقوا عليها اسم Manuela Bermdez González.
منذ عام 2020 ، دخل غوستافو بيرموديز في علاقة مع الممثلة والمقدمة التلفزيونية فيرونيكا فارانو.